# Orlice svatého Jana

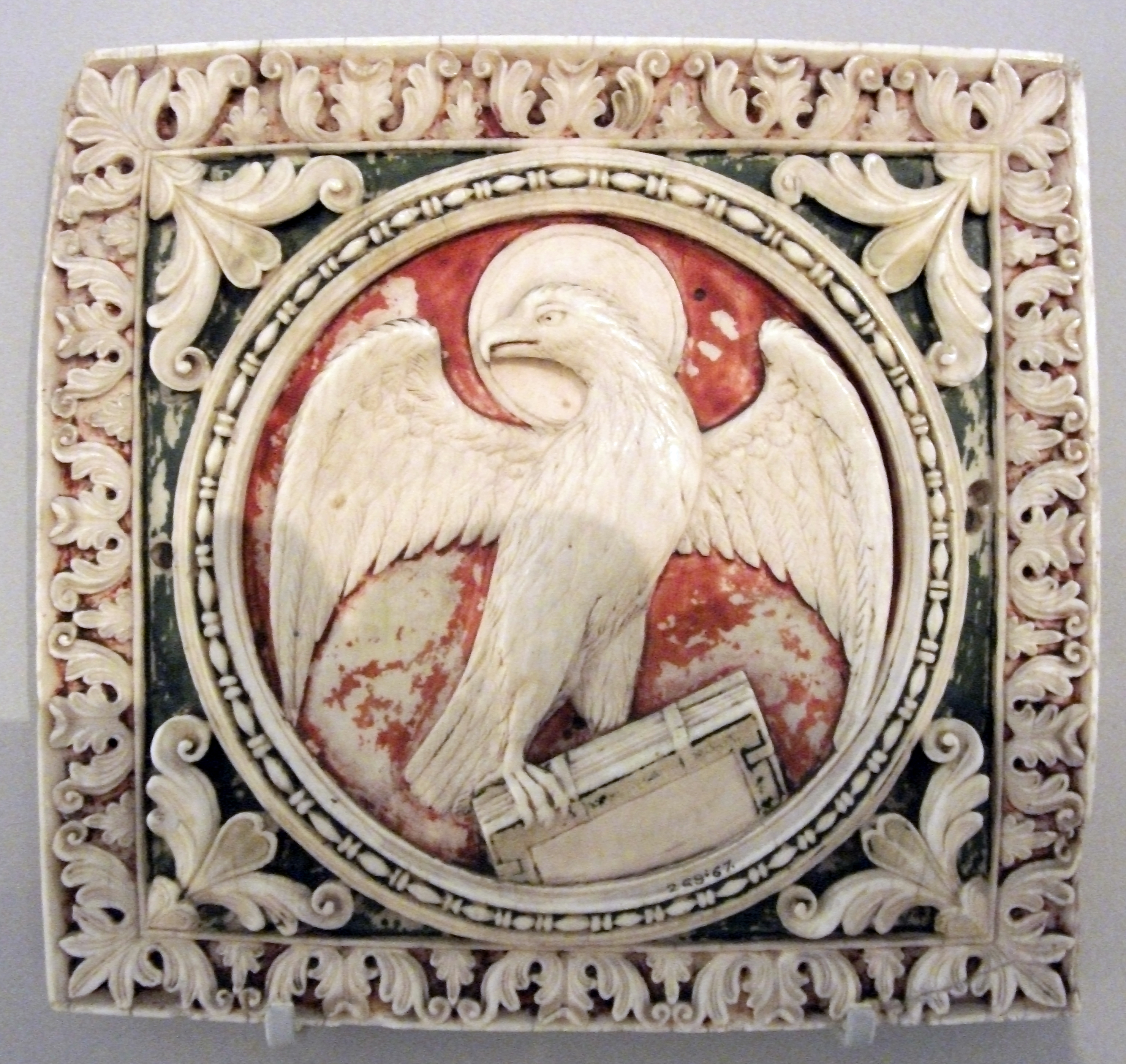
Karolínská slonovinová destička s orlicí svatého Jana, zobrazující tradiční svatozář, Victoria & Albert Museum

Orlice svatého Jana (španělsky: Águila de San Juan) je heraldická orlice, která je nejvíce spojována s katolickými Veličenstvy a později byla používána během frankistického Španělska (1938–1977) a během španělského přechodu k demokracii (1977–1981). Je černá, se zlatou svatozáří a červenými pařáty.

## Symbol Jana Evangelisty
Jan Evangelista, autor čtvrtého evangelia, je symbolizován orlicí, často se svatozáří. Tento pták mohl být původně vnímán jako král ptactva. Orel je nebeským tvorem a křesťanští učenci věřili, že se dokáže dívat přímo do slunce. Objevuje se společně s dalšími třemi bytostmi jako tzv. tetramorf, který je v křesťanství interpretován jako symbol čtyř evangelistů. Tyto čtyři bytosti se v Bibli objevují jako živé bytosti.

## Použití Isabelou I. Kastilskou
Nejznámější heraldické použití orlice svatého Jana je jako jediného štítonoše, kterého si vybrala královna Isabela Kastilská pro svůj erb ještě jako dědička trůnu. Tento výběr odkazuje na královninu velkou oddanost tomuto evangelistovi, která předcházela jejímu nástupu na trůn. V trůnním sále Alcázaru v Segovii se nachází nádherná tapisérie se znakem katolických Veličenstev.

## Použití Kateřinou Aragonskou, Marií I. Anglickou a Filipem II. Španělským
Orlice svatého Jana byla umístěna na jedné straně erbů, které používala jako anglická královna Kateřina Aragonská, dcera katolických Veličenstev, stejně jako Marie I. a král Filip jako angličtí monarchové. Ve Španělsku Filip II. téměř vůbec nepoužíval orlici svatého Jana ve svém erbu.

## Použití za vlády Francisca Franca
Orlice evangelisty byla obnovena jako jediný štítonoš ve verzích státního znaku Španělska z let 1938, 1945 a 1977. V roce 1981 byla odstraněna, když byl přijat současný státní znak.

## Použití jako heraldický symbol
Významné příklady použití orlice svatého Jana v heraldice po celém světě zahrnují znaky nebo emblémy města Valparaíso (Chile), departementu Boyacá (Kolumbie), katolické arcidiecéze Besançon (Francie), obce Mallersdorf-Pfaffenberg (Německo), města Lima (Peru), měst a okresů Kisielice, Kwidzyn a Olešnice (Polsko), obce Gata a 29. pěšího pluku „Isabel la Católica“ (Španělsko), kraje Lääne, měst Haapsalu a Kuressaare (Estonsko) a St. John’s College (Sydneyská univerzita, Austrálie).

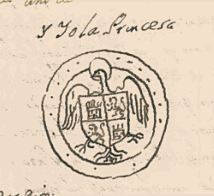
Erb Isabely Kastilské jako princezny asturské
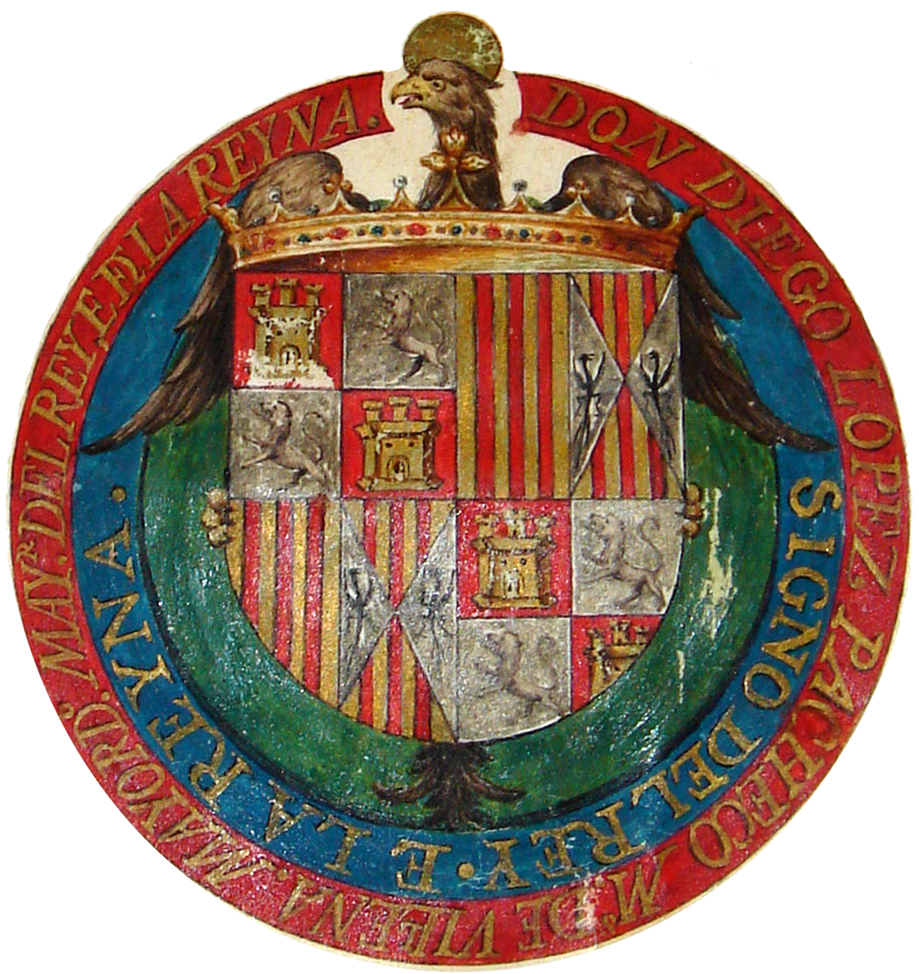
Erb katolických Veličenstev
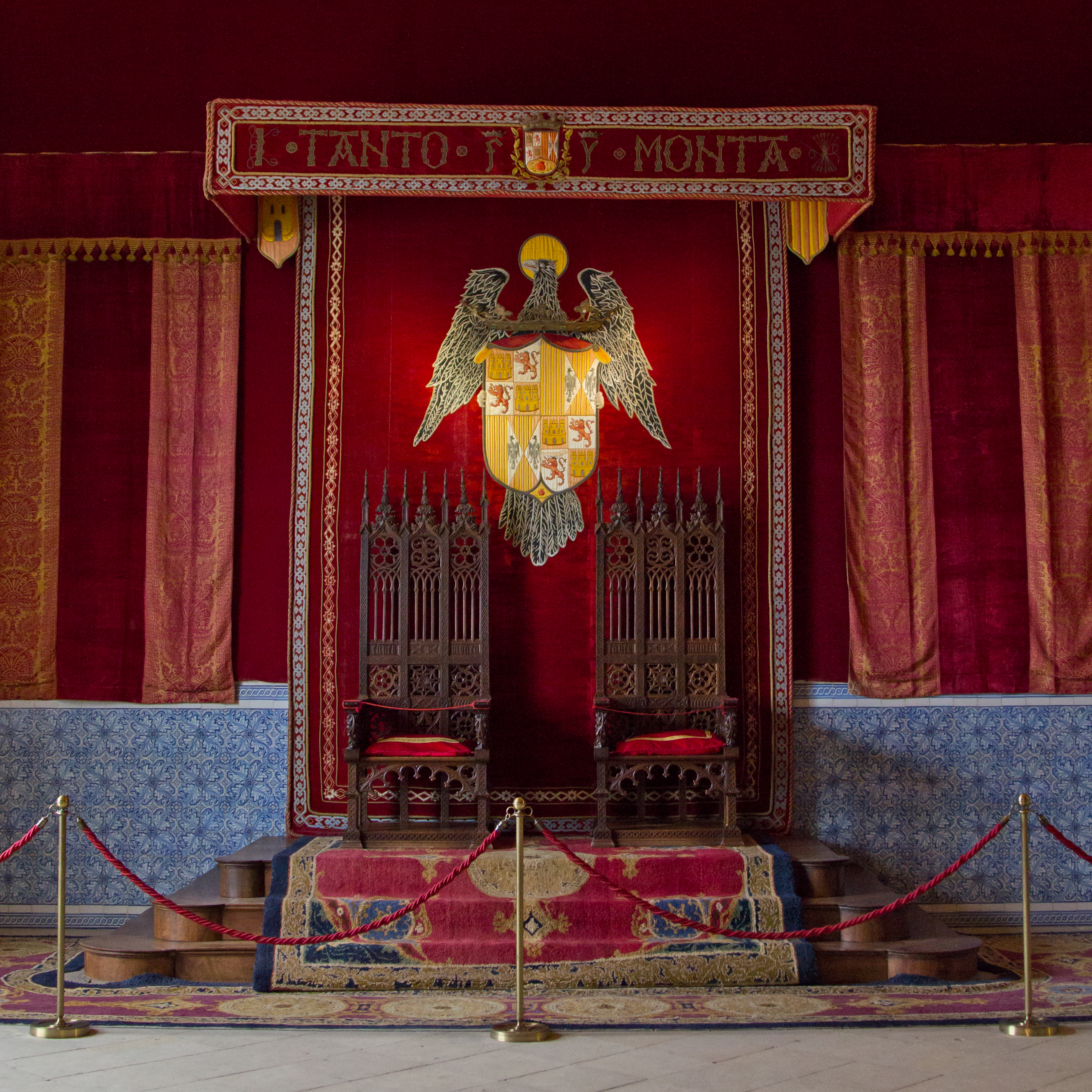
Erb s orlicí svatého Jana v Alcázaru v Segovii
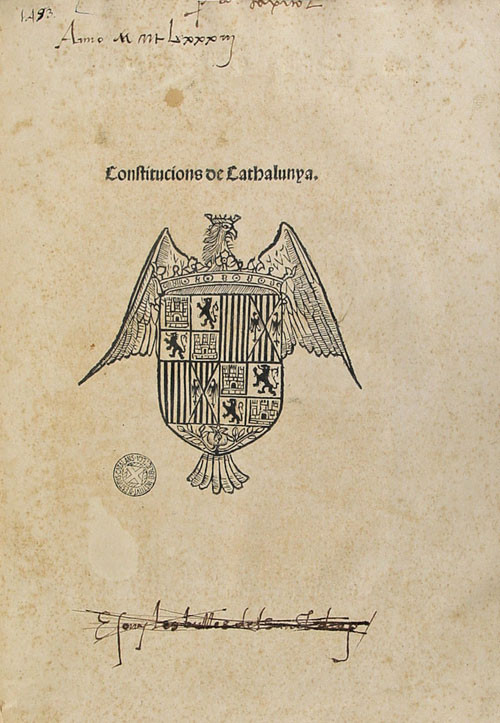
Ústava Katalánska z roku 1494 s orlicí
Erb Ferdinanda II. Aragonského jako pána z Baskicka
Orlice svatého Jana a dva lvi ve zdobené verzi erbu Jany I. Kastilské
Orlice svatého Jana v erbu Kateřiny Aragonské, královny Anglie
Orlice svatého Jana v erbu Marie I. po sňatku s Filipem II.
Státní znak Španělska (1938–1945)
Vlajka Španělska (1938–1945)
Státní znak Španělska (1945–1977)
Vlajka Španělska (1945–1977)
Státní znak Španělska (1977–1981)
Vlajka Španělska (1977–1981)
Městský znak Limy
Městský znak Valparaísa
Znak departementu Boyacá
Znak 29. pěšího pluku „Isabel la Católica“ (španělská armáda)
Znak biskupství Ösel-Wiek
Znak kraje Lääne, Estonsko
Městský znak Haapsalu, Estonsko